# Distictis buccinatoria
Distictis buccinatoria är en katalpaväxtart som först beskrevs av Dc., och fick sitt nu gällande namn av Alwyn Howard Gentry. Distictis buccinatoria ingår i släktet Distictis och familjen katalpaväxter. Inga underarter finns listade i Catalogue of Life.